# Iggy Pop
James Newell Osterberg, Jr, bolje poznat kao Iggy Pop (Muskegon, Michigan, 21. travnja 1947.), američki je rock glazbenik.
Iako nije u početku dostigao veliku popularnost, on se smatra kao inovator punk rocka, garage rocka i srodnih stilova. On je također poznat po nadimcima The Godfather of Punk i The Rock Iguana. Iggy Pop je poznat po svojim energičnim scenskim nastupima. Ime Iggy si je dao po svom prvom sastavu iz srednje škole "The Iguanas" .
Iggy Pop je bio pjevač The Stooges, garage rock sastava s kraja šezdesetih i početkom sedamdesetih godina prošlog stoljeća. Sastav je imao utjecaj na razvoj heavy metal i punk rock glazbenih stilova. The Stooges je došao na zao glas zbog njihovih loših scenskih nastupa, među kojima je prednjačio Iggy, koji je tradicionalno nastupao gol do pojasa, uživao drogu, vrijeđao publiku i skakao s pozornice.
Njegova karijera je imala uspone i padove. Okušava se također u solo vodama. Njegove najpoznatija pjesme su Lust for Life, I'm bored, Real Wild Child, i hit Candy.

## Diskografija
Albumi
S The Stooges
- 1969. - The Stooges
- 1970. - Fun House
- 1973. - Raw Power
- 1977. - Metallic K.O. (live)
- 1995. - Open up and Bleed
- 2007. - The Weirdness

S Jamesom Williamsonom
- 1977. - Kill City

Solo
Studio
- 1977. - The Idiot
- 1977. - Lust for Life
- 1979. - New Values
- 1980. - Soldier
- 1981. - Party
- 1982. - Zombie Birdhouse
- 1986. - Blah Blah Blah
- 1988. - Instinct
- 1990. - Brick by Brick
- 1993. - American Caesar
- 1996. - Naughty Little Doggie
- 1999 .- Avenue B
- 2001. - Beat'Em Up
- 2003. - Skull Ring
- 2009. - Preliminaries
- 2012. - Apres
- 2016. - Post Pop Depresion
- 2019. - Free
- 2023. - Every Loser

Live
- 1978. - Tv Eye Live 1977.
- 1994. - Berlin 91.
- 1996. - Best of... Live

Kompilacije
- 1996. - Pop Music
- 1996. - Nude & Rude: The best of Iggy Pop
- 1997. - We Will Fall
- 2005. - A Million in Prizes: The Anthology

## Vanjske poveznice
- Službena stranica